# زردة سوار سركشتي (مقاطعة دلفان)
زردة سوار سركشتي (بالفارسية: زرده سوار سرکشتی) هي قرية تقع في قسم ايتيوند الجنوبي الريفي (مقاطعة دلفان) في إيران. يقدر عدد سكانها بـ 152 نسمة .